# Голішув
Голішув (пол. Goliszów) — село в Польщі, у гміні Хойнув Легницького повіту Нижньосілезького воєводства.
Населення — 730 осіб (2011).
У 1975-1998 роках село належало до Легницького воєводства.

## Демографія
Демографічна структура станом на 31 березня 2011 року:
|          | Загалом | Допрацездатний вік | Працездатний вік | Постпрацездатний вік |
| -------- | ------- | ------------------ | ---------------- | -------------------- |
| Чоловіки | 366     | 82                 | 247              | 37                   |
| Жінки    | 364     | 57                 | 224              | 83                   |
| Разом    | 730     | 139                | 471              | 120                  |